# DB série 150
 (septembre 2022).
Si vous disposez d'ouvrages ou d'articles de référence ou si vous connaissez des sites web de qualité traitant du thème abordé ici, merci de compléter l'article en donnant les références utiles à sa vérifiabilité et en les liant à la section « Notes et références ».
La série 150 est une série de locomotives électriques lourdes construites pour la Deutsche Bundesbahn entre 1957 et 1958. Elles ont été construites pour utilisation sur les lignes principales de la DB, en cours d'électrification pour remplacer la traction vapeur.

## Historique
En 1957, la première locomotive, la 150-001, a été livrée par AEG et Krupp. Un total de 194 locomotives a été commandé et livré. 
À l'origine, la série 150 était aussi apte au service voyageurs, bien qu'elle ne comportait aucun système de chauffage des voitures, qu'il soit électrique ou à la vapeur.
À ce jour, l'effort de traction au démarrage de la série 150 de 450 kN reste inégalé sur les rails allemands - en fait, était très proche de l'effort de rupture des attelages à chaînes de l'époque. En conséquence, certains engins ont été équipés de l'attelage automatique (de type unicupler AK69e) pour la traction de trains lourds de minerai.
En matière de sécurité, elles ont été équipées de l'Indusi, du Sifa et du PZB.
Les dernières ont été retirées du service en 2003 ; deux locomotives ont été préservées.